# 弗蘭德斯 (紐約州)
弗蘭德斯（英語：Flanders）是位於美國紐約州薩福克縣的普查規定居民點。

## 人口
根據2020年美國人口普查的數據，弗蘭德斯的面積為32.07平方千米，當中陸地面積為29.78平方千米，而水域面積為0.29平方千米。當地共有人口5098人，而人口密度為每平方千米158.96人。